# Julio Marenales
Julio Marenales Sáenz (en espagnol : Julio Ángel Marenales Sainz ; né en 1930, surnommé El Viejo, « Le vieux ») est un dirigeant du Mouvement de libération nationale - Tupamaros (MLN-T), qui fut l'un des otages de la dictature, menacé d'exécution extrajudiciaire si la guérilla des Tupamaros organisait quelque action que ce soit. 
À l'origine un militant radical du Parti socialiste, qui s'engage dans la vie politique en 1946, il participe à la fondation de la guérilla des Tupamaros à la fin des années 1960, sous le gouvernement de Jorge Pacheco Areco. 
Deux mois après les élections de novembre 1971, il eut une réunion clandestine, en janvier 1972, avec le leader blanco Wilson Ferreira Aldunate, en compagnie du camarade Mauricio Rosencof. Ils lui dirent qu'en cas de réforme agraire, de nationalisation des banques, et d'un plan de réformes sociales, ils seraient prêts à abandonner la lutte armée, ajoutant que Ferreira s'était fait avoir pendant les élections (lesquelles furent marquées de fraudes importantes et furent remportées par le candidat colorado, Juan María Bordaberry).
Lors de son arrestation en 1972, il tente de lancer une grenade sur les militaires, mais celle-ci n'explose pas; il est blessé par trois balles.
Amnistié en 1985 après treize années de détention militaire et de torture, il participa à la fondation du Mouvement de participation populaire (MPP), sans avoir de responsabilités dans cette dernière où il restait un militant de base, tandis qu'il demeurait à la direction du MLN-T. 
Bien que perçu comme membre de l'« aile radicale » des Tupamaros (il s'oppose ainsi à la ligne prise par Fernández Huidobro, qui a quitté le MPP pour créer le CAP-L), il a appuyé le processus enclenché par le MLN-T vers la légalité et le « progressisme » . Charpentier de profession, il a été élu en septembre 2006 à la direction nationale du MPP. Il a aussi eu des responsabilités au Parque Tecnológico Industrial del Cerro à Montevideo, mais démissionna de ce poste.